# Echenais hemileuca
Echenais hemileuca är en fjärilsart som beskrevs av Bates 1868. Echenais hemileuca ingår i släktet Echenais och familjen Riodinidae. Inga underarter finns listade i Catalogue of Life.